# Raúl Rodríguez (judoka)
Raúl Rodríguez es un deportista argentino que compitió en judo. Ganó una medalla de oro en el Campeonato Panamericano de Judo de 1952, en la categoría 1.er dan.

## Palmarés internacional
| Campeonato Panamericano | Campeonato Panamericano | Campeonato Panamericano | Campeonato Panamericano |
| Año                     | Lugar                   | Medalla                 | Categoría               |
| ----------------------- | ----------------------- | ----------------------- | ----------------------- |
| 1952                    | La Habana (Cuba)        | Medalla de oro          | 1.er dan                |